# Потов Врх
Потов Врх (словен. Potov Vrh) — поселення в общині Ново Место, регіон Південно-Східна Словенія, Словенія.